# 1268 Libya

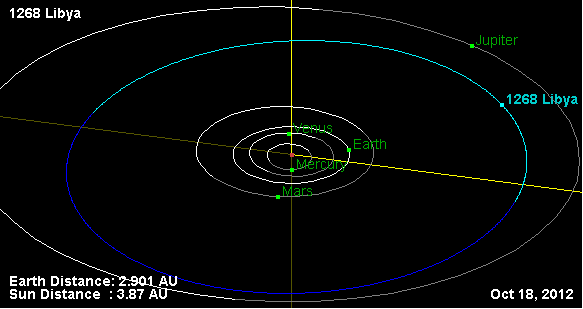
Órbita do asteróide 1268

Libya (asteróide 1268) é um asteróide da cintura principal com um diâmetro de 94,1 quilómetros, a 3,54711332 UA. Possui uma excentricidade de 0,10469942 e um período orbital de 2 880,42 dias (7,89 anos).
Libya tem uma velocidade orbital média de 14,96372256 km/s e uma inclinação de 4,42230343º.
Esse asteróide foi descoberto em 29 de Abril de 1930 por Cyril Jackson.